# The Flight of the Condor
The Flight of the Condor: Ice, Wind and Fire (en castellano, «El vuelo del cóndor: hielo, viento y fuego») es un documental del programa The World About Us de la BBC, salido al aire por primera vez en 1982. Dirigido y producido por Michael Andrews, quien pasó dieciocho meses en la Cordillera de los Andes junto a los galardonados camarógrafos Martin Saunders, Hugh Miles y Rodger Jackman, el documental muestra la vida silvestre así como los particulares paisajes andinos.
Además de por sus tomas y fotografía, este documental se destaca por su banda sonora, creada e interpretada en su mayor parte por la afamada agrupación chilena Inti-Illimani.

## Banda sonora
The Flight of the Condor es la banda sonora del documental, interpretada por los chilenos Inti-Illimani y Guamary. El disco fue lanzado en 1982 a través de BBC records, fecha durante la cual los músicos se encontraban exiliados en Europa producto de la dictadura militar de su país.
El álbum contiene canciones de Inti-Illimani ya existentes en trabajos anteriores, así como nuevas versiones y canciones completamente nuevas.

### Lista de canciones
Las canciones del disco son:

| N.º   | Título                                | Escritor(es)                          | Intérprete    | Duración |  |
| 1.    | «Floreo de llamas»                    | Márquez, popular                      | Guamary       | 4:15     |  |
| 2.    | «Alturas»                             | Horacio Salinas                       | Inti-Illimani | 2:58     |  |
| 3.    | «De terciopelo negro» (inédito)       | Jorge Araujo Chiriboga                | Inti-Illimani | 1:30     |  |
| 4.    | «Dolencias»                           | Luis Alberto Valencia                 | Inti-Illimani | 3:11     |  |
| 5.    | «A vos te h'ai pesar» (nueva versión) | popular argentina                     | Inti-Illimani | 1:58     |  |
| 6.    | «Sicuriadas»                          | popular boliviana                     | Inti-Illimani | 3:15     |  |
| 7.    | «Danza de los quechuas» (inédito)     | popular boliviana                     | Inti-Illimani | 1:56     |  |
| 8.    | «Papel de plata» (nueva versión)      | popular argentina                     | Inti-Illimani | 2:45     |  |
| 9.    | «Volando» (inédito)                   | José Seves, Jorge Coulón              | Inti-Illimani | 1:00     |  |
| 10.   | «A vos te h'ai pesar»                 | popular argentina                     | Inti-Illimani | 1:56     |  |
| 11.   | «La mariposa»                         | Gumercindo Licidio                    | Inti-Illimani | 2:12     |  |
| 12.   | «Mi raza»                             | popular boliviana                     | Guamary       | 2:49     |  |
| 13.   | «Tema de la quebrada de Humahuaca»    | popular argentina                     | Inti-Illimani | 2:55     |  |
| 14.   | «Vasija de barro» (nueva versión)     | Gonzalo Benítez, L. Valencia          | Inti-Illimani | 2:11     |  |
| 15.   | «Huajra» (o «Danza del maíz maduro»)  | Atahualpa Yupanqui                    | Inti-Illimani | 3:50     |  |
| 16.   | «Longuita»                            | popular ecuatoriana                   | Inti-Illimani | 1:58     |  |
| 17.   | «Llanto de mi madre» (inédito)        | popular boliviana, Edgar "Yayo" Jofré | Inti-Illimani | 2:37     |  |
| 18.   | «Calambito temucano» (nueva versión)  | Violeta Parra                         | Inti-Illimani | 3:10     |  |
| 46:33 |                                       |                                       |               |          |  |

## Créditos
Intérpretes
- Jorge Coulón
- Max Berrú
- Horacio Salinas
- Horacio Durán
- José Seves
- Marcelo Coulón